# Papa Touwtjie
Papa Touwtjie, artiestennaam van John Touwslager (21 december 1968 - 9 juni 2005) was een Surinaamse rapper en zanger in de reggaestijl dancehall. Hij was de eerste rapper in het Sranantongo en wordt gezien als een van de invloedrijkste Surinaamse reggae-artiesten.

## Biografie
Touwslager was een van de jongsten uit een gezin van veertien tot zestien kinderen en hij bracht zijn jeugd door met straatvoetbal en het zingen van kawina, terwijl hij zich verder vooral ophield in de straten van Paramaribo.
Hij belandde in de criminaliteit en werd in zijn been geschoten toen hij voor de elfde keer dezelfde winkel beroofde. Door de schotwond moest zijn been geamputeerd worden, wat te voorkomen zou zijn geweest wanneer de politie hem niet eerst uren in de cel had laten liggen en zijn familie de ziekenhuiskosten niet vooraf had hoeven betalen. Hij is de politie de amputatie de rest van zijn leven blijven verwijten. Hij belandde daarop in de gevangenis en kwam hier in aanraking met de Jamaicaanse muziekstijlen reggae en dancehall.
Na zijn vrijlating aan het begin van de jaren negentig stortte hij zich op de muziek en nam hij zijn eerste album Gangster op. Hij was hiermee de eerste dancehallrapper in het Sranantongo. Zijn muziek sloeg vooral aan bij de jeugd uit de arme wijken. Hij wordt geprezen om zijn diepe en zuivere Sranantongo gebruik, waarop hij reageerde dat hij niet in Sranantongo maar in Nengre rapt.
In de eerste paar jaar, gerekend tot een interview met het Surinaamse dagblad De Ware Tijd in februari 1992, stonden al zes radiohits op zijn naam. Tijdens deze hoogtijjaren trad hij bijna dagelijks op in niet alleen Paramaribo, maar ook in andere steden en in de binnenlanden. In 1997 werd hij door De Ware Tijd onderscheiden met de trotyi grani, een prijs die het Surinaamse dagblad uitreikt aan trendsetters.
Papa Touwtjie wordt ook wel aangeduid als de opvolger van de Surinaamse artiest Lieve Hugo (1934-1975), vanwege zijn teksten over de dagelijkse realiteit. Hij rapte over armoede, respect voor vrouwen en vooral voor zijn moeder, over Jah en Rastafari, en over levenslessen, hoop en de visie van een nieuwe tijd waarin de verschillende bevolkingsgroepen met elkaar samenwerken. Ook eiste hij herstelbetalingen voor de beroving van het zwarte volk, waarbij hij de gehele laatste vijfhonderd jaar typeerde als een Afrikaanse holocaust.
Zijn haat tegen de politie bleef prominent terugkeren in zijn vuurspuwende en ophitsende songteksten, waardoor zijn optreden tijdens het Marwina Festival in 1998 al eens urenlang door de beledigde politie werd stilgelegd. In zijn raps liet hij verder niets heel van corrupte politici, waarbij hij op een bepaald moment zo grof was, dat er vragen over werden gesteld in De Nationale Assemblée. Terugkerend waren verder zijn boasting-songs (grootspraakliederen) die zijn onovertroffendheid als rapper als thema hadden. In een van deze boasting-songs, het provocerende en satirische No tyar' en kon, zette hij in 2002 kwaad bloed bij de marrons die hij ermee op de hak had genomen.
Papa Touwtjie verwachtte dat hij ooit een keer door een kogel om het leven zou komen en ging daarom in het openbaar onder begeleiding van lijfwachten. Op 9 juni 2005 werden hij en zijn halfbroer, een buitengewoon agent, betrokken bij een ruzie, tussen een andere broer en hun zus die om hun hulp had geroepen. In een poging de ruzie te sussen, viel het dienstwapen van de buitengewoon agent in handen van de jongste broer, die beide andere broers ermee in de benen schoot. Beiden werden afgevoerd naar het ziekenhuis en onderweg overleed Papa Touwtjie aan een slagaderlijke wond in zijn dij. Volgens een aantekening in het register van de DBNG zou het om een huiselijke drugsruzie zijn gegaan.
Papa Touwtjie vond na een rumoerige en druk bezochte uitvaart zijn laatste rust op de katholieke begraafplaats aan de Tourtonnelaan. Postuum ontving hij nog een prijs en stond zijn lied Son ten vijf weken op nummer 1 van de Sranang-hitlijst van de Surinaamse zender Pipel FM, voormalig Sky Radio. Hierin zong hij over zichzelf in de verleden tijd.

## Discografie
Papa Touwtjie bracht minstens tien cd's en veertig live-muziekcassettes uit. Creaties bleven nooit lang hetzelfde en waren voortdurend aan verandering onderhevig. Tot zijn albums behoren in elk geval:
- A no kaba
- Sranan e krey a djen (2002)
- Papa touwtjie
- The best of
- Sranan
- Wroko (1998)
- Bigi ai (2000)
- Djaroesoe man
- Gangster

- Sontin
  1. Sroto
  2. Sontin
  3. It's over
  4. Den tjieng
  5. Badman Company
  6. Control
  7. Mama
  8. Mati
  9. Stem adjin
  10. Sroto
  11. Papa History